# Jutrzenka (województwo pomorskie)
Jutrzenka (kaszub. Jutrzénka, Mòsztern; niem. Morgenstern) – wieś kaszubska w Polsce, położona w województwie pomorskim na skraju Pojezierza Bytowskiego, w powiecie bytowskim, w gminie Borzytuchom, przy trasie zawieszonej obecnie linii kolejowej Bytów-Korzybie i przy drodze wojewódzkiej nr .
W latach 1975–1998 miejscowość administracyjnie należała do województwa słupskiego.
| SIMC    | Nazwa  | Rodzaj     |
| ------- | ------ | ---------- |
| 0740895 | Ryczyn | przysiółek |

Według rejestru zabytków NID na listę zabytków wpisany jest szachulcowy młyn wodny nr 38 z 1850, nr rej.: A-900 z 13.02.1975.